# Malacocincla malaccensis
La tordina colicorta (Malacocincla malaccensis) es una especie de ave paseriforme de la familia Pellorneidae propia del sudeste asiático.

## Distribución y hábitat
Se encuentra en la península malaya, Sumatra, Borneo e islas menores circundantes, distribuido por Brunéi, Indonesia, Malasia, extremo sur de Birmania, Singapur y sudoeste de Tailandia. Su hábitat natural son los bosques húmedos tropicales de baja altitud.
Está amenazada por pérdida de hábitat.

## Subespecies
Se reconocen las siguientes:
- M. m. malaccensis (Hartlaub, 1844) - península malaya, Sumatra e islas cercanas, Anambas y Natuna (mar de la China Meridional);
- M. m. poliogenis (Strickland, 1849) - Borneo, Bangka y Belitung.